# Viadera
La viadera és un gènere poètic basat en la cançó paral·lelística. Es forma amb un refrany al principi i dues sèries d'estrofes breus i paral·lelístiques, a cada sèrie enllaçades per la repetició d'algun vers. Al llarg del poema les estrofes de cada sèrie paral·lelística es van alternant d'una en una. Aquest esquema tan rígid i culte, documentat en tres preceptives poètiques catalanes i occitanes del segle xiv, apareix en els textos conservats (setze catalans fins al segle XVII) molt alterat: o bé manca el refrany, o l'alternança d'estrofes, etc. Tot això és degut, probablement, a la incidència de la poesia popular o a la dels copistes.
Les cançons paral·lelístiques, considerades ara com el gènere que inclou la Viadera han deixat, als Països Catalans, bastants textos conservats fins ara. Són quasi sempre de tipus cortesà, amorós, i algunes vegades de to burlesc i popular. Del segle xiii tenim la famosa Viadeira, en provençal de Cerverí de Girona:
 No.l prenatz lo fals marit

 Jana delgada!

 No.l prenatz lo fals jurat,

 que pec es mal enseynat

 Jana delgada.

 No.l prenatz lo mal marit

 que pec es ez adormit,

 Jana delgada.

 Que pec es mal enseynat,

 no sia per vos amat,

 Jana delgada.

 Que pec es ez adormit

 no jaga ab vos el lit

 Jana delgada.

 No sia per vos amat,

 mes val cel c'avetz privat

 Jana delgada

 No jaga ab vos el lit

 mes vos y valra l'amich

 Jana delgada.
No el prengueu el fals marit, Jana delicada. No el prengueu el perjur, que és un neci ignorant, Jana delicada. No el prengueu el mal marit, que és neci i adormit, Jana delicada. Que és neci i adormit, que no jegui amb vós al llit, Jana delicada. No sigui per vós amat, més val aquell que teniu secret, Jana delicada. Que no jegui amb vós al llit, més us hi valdrà l'amic, Jana delicada.